# KAI KF-21 Boramae
El Korea Aerospace Industries KF-21 Boramae (anteriormente conocido como KF-X) es un caza polivalente furtivo y de superioridad aérea, que estaría entre un caza de cuarta generación 4.5 o 4++ y uno de quinta generación. Desarrollado por Corea del Sur para la Fuerza Aérea de la República de Corea (ROKAF) y la Fuerza Aérea de Indonesia (TNI-AU), encabezada por Corea del Sur con Indonesia como socio principal. Es el segundo programa de Corea del Sur de desarrollo después del caza FA-50.

## Desarrollo
La sólida alianza con Estados Unidos se ve a ojos de Seúl comprometida por la creciente distracción estadounidense y su aislamiento en la escena internacional por parte de sus adversarios. En este contexto Corea del Sur se ha volcado en la búsqueda de soluciones tecnológicas y tácticas que garanticen la operatividad prolongada de sus ejércitos sin depender exclusivamente del apoyo extranjero. Una de estas áreas de desarrollo es la industria aeroespacial, destacando el proyecto del caza KF-21 Boramae.
El proyecto fue anunciado por primera vez por el presidente surcoreano, Kim Dae-Jung, en la ceremonia de graduación de la Academia de la Fuerza Aérea en marzo de 2001. Corea del Sur e Indonesia han acordado cooperar en la producción de aviones de combate KF-X en Seúl el 15 de julio de 2010. Los requisitos iniciales de operación para el programa KF-X según lo declarado por el ADD (Agencia para el Desarrollo de Defensa) fueron desarrollar un monoplaza, bimotor jet con capacidades furtivas más allá de cualquiera de los Dassault Rafale o de un Eurofighter Typhoon, pero sigue siendo inferior a las capacidades proyectadas en el Lockheed Martin F-35 Lightning II. El objetivo general del programa es producir un caza de generación 4.5 con mayores capacidades que un KF-16 (F-16 para Corea del Sur) para el 2020. Aunque no está clasificado como furtivo, su diseño minimiza la sección transversal del radar. El diseño deja patente la colaboración de Lockheed Martín, fabricante del F-22A Raptor y el F-35 Lightning II, y ha dado lugar a comparaciones con ellos. Aunque el KF-21 exhibe mejoras en sigilo no alcanza la clasificación de furtivo debido a la ausencia de compartimentos internos para armamento, optando por puntos de anclaje externos.
Se tiene planificado la fabricación del caza en cantidades cercanas a 120 unidades para la Fuerza Aérea de la República de Corea y 80 para la Fuerza Aérea de Indonesia. Corea del Sur planea recibir los pedidos desde 2023-2030.
El interés de Indonesia refleja el creciente temor de este país ante las tensiones en el Sudeste Asiático, exacerbadas por la rivalidad entre Estados Unidos y China. Países como Polonia han manifestado su interés por el KF-21, lo que demuestra su atractivo internacional. Corea del Sur ha sondeado a Arabia Saudita cómo sustituto de Indonesia en el programa. Otro potencial candidato es Emiratos, en caso de que su solicitud de compra del F-35 sea rechazada. A pesar de las críticas de quienes lo comparan con el F-35 Lightning II en realidad el KF-21 es una alternativa a este, buscando ser financieramente viable para hacer posible la necesaria actualización del arsenal aéreo de Corea del Sur, compuesto en parte por obsoletos aviones F-4 y F-5 de tercera generación.

## Componentes
Alemania -  España -  Estados Unidos -  Finlandia -  Grecia -  Italia -  Noruega -  Reino Unido -  Suecia

### Electrónica
| Sistema                     | País                    | Fabricante   | Notas                          |
| --------------------------- | ----------------------- | ------------ | ------------------------------ |
| Sistema de control de vuelo |                         |              | Bucle completamente cerrado.   |
| Sistema de escape           | Bandera del Reino Unido | Martin-Baker | Asiento eyectable modelo Mk.18 |

### Armamento
| Sistema                                 | País | Fabricante | Notas                        |
| --------------------------------------- | --- | --- | ---------------------------- |
| Cañón                                   | Bandera de Estados Unidos | General Dynamics General Electric | M61 Vulcan rotativo de 20 mm |
| Misil aire-aire de corto alcance IRIS-T | Bandera de Alemania · Bandera de España · Bandera de España · Bandera de España · Bandera de Finlandia · Bandera de Noruega · Bandera de Grecia · Bandera de Grecia · Bandera de Italia · Bandera de Italia · Bandera de Italia · Bandera de Italia · Bandera de Suecia · Bandera de Suecia | Diehl Defence Expal Internacional de Composites SA SENER Aeroespacial NAMMO Hellenic Defense Systems INTRACOM Defense Electronics Avio S.p.A. Litton Italia Magnaghi Simmel Difesa Flygtekniska försöksanstalten Saab Bofors Dynamics |                              |

Ver MBDA Meteor.

### Propulsión
| Sistema | País                      | Fabricante       | Notas            |
| ------- | ------------------------- | ---------------- | ---------------- |
| Turbina | Bandera de Estados Unidos | General Electric | 2 × F414-GE-400K |

## Entrada en servicio
Inicialmente se esperaba recibir las primeras unidades en 2026, con un primer lote de 40 unidades y luego ampliar la flota hasta 2032 con 120 aviones. Sin embargo las restricciones presupuestarias han cambiado los planes. Asimismo es muy dudoso que Indonesia siga adelante con el programa. MBDA firmó un acuerdo de colaboración con KAI para la integración del misil aire-aire Meteor en el KF-21. Se contempla también la integración futura de los misiles aire-superficie Brimstone y SPEAR, y más temprana del misil aire-aire ASRAAM.
En la planificación actual solo se espera que 20 unidades se incorporen en 2026, con un segundo lote de otros 20 aviones previstos para 2027. A pesar de estos ajustes el KF-21 Boramae sigue siendo una pieza fundamental en el arsenal de Corea del Sur. Corea del Sur tiene previsto llevar a cabo unos 2.200 vuelos de prueba de seis prototipos del KF-21 hasta 2026. Por el momento se ha realizado con éxito vuelos de prueba de tres prototipos del KF-21.
Comparativamente más asequible que el F-15EX Eagle II o F-35 Lightning II el programa el KF-21 dará la posibilidad de disponer de un mayor número de aviones, algo muy importante cuando se considera un escenario de guerra con Corea del Norte. Además dará independencia de suministro al ser un avión nacional.
Si todo va bien la Fuerza Aérea de la República de Corea (ROKAF) tiene previsto adquirir 80 monoplazas y 40 biplazas. Los biplazas se utilizarán para realizar misiones de entrenamiento y misiones de equipos tripulados-no tripulados (MUM-T). En este último caso, el piloto del asiento trasero controlaría aviones no tripulados. La misión MUM-T se materializará en la versión estándar Block III. Antes el diseño del bloque I debe estar listo en junio de 2026, seguido de la producción inicial de 40 aviones hasta 2028.
El Bloque I podrá usar misiles aire-aire Meteor, IRIS-T y AIM-120. El principal medio de ataque contra objetivos terrestres sería el misil TAURUS KEPD. Está versión será un caza comparable al Rafale, Eurofighter o F/A-18 E. Para el bloque I el precio de venta estimado es de 65 millones de dólares. Además, el avión fue pensado para tener costos logísticos contenidos.
El bloque II añadirá capacidades de armamento para misiones aire-tierra. Se prevé utilizar Municiones Conjuntas de Ataque Directo (JDAM) y misiles aire-aire Meteor. El avión también podrá transportar un único misil de crucero Cheonryong , que se está desarrollando actualmente. En los aviones del Bloque II el armamento iría guardado en una bodega interna, para lo que se diseñará una nueva estructura que reducirá su firma radar y se utilizará integralmente pintura RAM (Radar-Absorbent Materials). Con todo esto se espera lograr el nivel de discreción radar similar al del Lockheed F-117A.
Si la tecnología necesaria se logra dominar llegaría el Bloque III, un verdadero avión de 5ª generación con capacidades furtivas equivalentes a las del F-35.

### Aeronaves similares
- Lockheed Martin F-22 Raptor
 Lockheed Martin F-35 Lightning II
- Chengdu J-20
 Shenyang J-31
- HAL Medium Combat Aircraft
/ FGFA
- Sukhoi PAK FA

### Listas relacionadas
- Anexo:Cazas de reacción de quinta generación